# Prudenville (Míchigan)
Prudenville es un lugar designado por el censo ubicado en el condado de Roscommon en el estado estadounidense de Míchigan. En el Censo de 2010 tenía una población de 1682 habitantes y una densidad poblacional de 179,45 personas por km².

## Geografía
Prudenville se encuentra ubicado en las coordenadas 44°18′8″N 84°39′57″O / 44.30222, -84.66583. Según la Oficina del Censo de los Estados Unidos, Prudenville tiene una superficie total de 9.37 km², de la cual 7.13 km² corresponden a tierra firme y (23.93%) 2.24 km² es agua.

## Demografía
Según el censo de 2010, había 1682 personas residiendo en Prudenville. La densidad de población era de 179,45 hab./km². De los 1682 habitantes, Prudenville estaba compuesto por el 96.67% blancos, el 0.54% eran afroamericanos, el 0.42% eran amerindios, el 1.13% eran asiáticos, el 0% eran isleños del Pacífico, el 0.12% eran de otras razas y el 1.13% pertenecían a dos o más razas. Del total de la población el 1.37% eran hispanos o latinos de cualquier raza.